# ティーライフ
ティーライフ株式会社は、静岡県島田市に本社を置く、通信販売の会社。主な取扱い商品は、自社企画した健康茶、健康食品、化粧品である。社是には「よろこんでもらえる喜び」を掲げている。
2012年3月6日に、静岡県内では約2年半振りとなる株式上場を果たした。
2014年7月8日には、東証二部への市場変更を、2016年10月11日には、東証一部への指定替えを行った。

## 沿革
- 1983年8月 - 創業
- 1995年3月 - カタログ「四季彩々」創刊
- 1998年3月 - 「ダイエットプーアール茶販売開始
- 2002年5月 - ティーバッグ商品に「トウモロコシフィルター」使用開始
- 2003年1月 - インターネットでの通信販売を開始
- 2003年6月 - 化粧品「炭の露」シリーズ販売開始
- 2008年5月 - 「メタボメ茶」販売開始
- 2012年3月6日 - 大阪証券取引所JASDAQ市場へ株式上場
- 2012年11月 - 株式会社アペックスの全株式を取得
- 2013年10月 - コラムジャパン株式会社の全株式を取得
- 2014年7月8日 - 東京証券取引所市場第二部へ市場変更
- 2014年8月 - 株式会社ダイカイの全株式を取得
- 2016年8月 - 物流センター（所在地:静岡県袋井市）稼働
- 2016年10月11日 - 東京証券取引所市場第一部へ指定替え
- 2021年3月23日 - 消費者庁が「メタボメ茶」の紹介冊子に記載されている「2年半で43kg減」という表示が景品表示法違反だとして、再発防止を含めた措置命令を出した。[4]